# Katastrofa kolejowa w Al-Ajjat
Katastrofa kolejowa w Al-Ajjat. 24 października 2009 roku w wyniku katastrofy kolejowej w Al-Ajjat w muhafazie Giza w Egipcie zginęło 50 osób, a ponad 30 zostało rannych.
Pociąg relacji Giza – Fajum zderzył się z pociągiem relacji Kair – Asjut. Pierwszy pociąg nagle zatrzymał się po zderzeniu z błąkającym się po torach bawołem. Kilka chwil później na stojący skład, z dużą prędkością najechał pociąg jadący z Kairu.